# Banjica (Bijeljina)
Pour les articles homonymes, voir Banjica.
Banjica (en serbe cyrillique : Бањица) est un village de Bosnie-Herzégovine. Il est situé sur le territoire de la ville de Bijeljina et dans la république serbe de Bosnie. Selon les premiers résultats du recensement bosnien de 2013, il compte 295 habitants.

## Géographie
Le village est situé sur les bords de la rivière Tavna.

## Histoire
Sur le territoire du village se trouve le monastère de Tavna, fondé en 1294 par le roi Stefan Dragutin ; dans le monastère, l'église de la Sainte-Trinité, qui remonte à la fin du XVIe siècle ou au début du XVIIe siècle, est inscrite sur la liste des monuments nationaux de Bosnie-Herzégovine.

## Démographie

### Évolution historique de la population dans la localité
| 1948 | 1953 | 1961 | 1971 | 1981 | 1991 | 2013 |
| ---- | ---- | ---- | ---- | ---- | ---- | ---- |
| 591  | 633  | 597  | 543  | 519  | 406  | 295  |

|  |

## Communauté locale
En 1991, la communauté locale de Banjica comptait 757 habitants, répartis de la manière suivante :